# Байрак (загальнозоологічний заказник)
Байра́к — загальнозоологічний заказник місцевого значення в Україні. Розташований у межах Зіньківської міської громади Полтавського району Полтавської області, на захід від села Шилівка.
Площа 197,2 га. Статус присвоєно згідно з рішенням облради від 20.12.1993 та від 04.09.1995 року. Перебуває у віданні: ДП «Гадяцький лісгосп» (Зіньківське л-во, кв. 75-78) — 109 га, Шилівська с/р — 79,1 га, Зіньківська м/р — 9,1 га
Статус присвоєно для збереження лісового масиву в яружно-балковій мережі. Зростають клен, липа, дуб, у домішку — в'яз гладкий, ясен звичайний. Місце оселення диких тварин: лисиця, кабан, куниця, ласка, заєць, сарна тощо.